# Elección para gobernador de Maryland de 2014
La elección para gobernador de Maryland de 2014 tuvo lugar el 4 de noviembre. 

## Primaria republicana

### Candidatos

#### Nominado
- Larry Hogan, ex Secretario Estatal de Nombramientos[2]

#### Eliminado en primarias
- David R. Craig, presidente del Condado de Harford[3]
- Ron George, delegado estatal
- Charles Lollar, expresidente del Comité Central Republicano del Condado de Charles y candidato para el 5.º distrito congresional de Maryland en 2010

#### Candidaturas declinadas
- Dan Bongino, exagente del Servicio Secreto de los Estados Unidos y candidato al Senado de los Estados Unidos en 2012[4]
- Nancy Jacobs, senadora estatal[5][6]
- John R. Leopold, expresidente del condado de Anne Arundel[5][7]
- Marty Madden, exsenador estatal[5]
- Meyer Marks, activista político
- E. J. Pipkin, líder de la minoría del Senado de Maryland y candidato al Senado de los Estados Unidos en 2004[8]
- Michael Steele, ex vicegobernador, candidato al Senado de Estados Unidos en 2006 y expresidente del Comité Nacional Republicano[9]
- Blaine Young, presidente de la Junta del Condado de Frederick[10]

### Resultados

Resultado de las elecciones por condado:
Hogan—50–60%
Hogan—40–50%
Hogan—<40%
Craig—30–40%
Craig—40–50%
Craig—50–60%
Craig—60–70%
Craig—70–80%
Lollar—50–60%

Resultado de las elecciones por condado:
Brown—≥90%
Brown—70–80%
Brown—60–70%
Brown—50–60%
Brown—40–50%
Brown—30–40%
Gansler—30–40%
Gansler—40–50%
Mizeur—30–40%

|  | 42.98 % |

|  | 29.14 % |

|  | 15.49 % |

|  | 12.39 % |

|  | 100 % |

## Primaria demócrata

### Candidatos

#### Nominado
- Anthony G. Brown, vicegobernador[12]

#### Eliminado en primarias
- Doug Gansler, procurador general de Maryland[13]
- Ralph Jaffe, maestro y candidato perenne[14]
- Heather Mizeur, delegada estatal[15]
- Charles U. Smith, candidato perenne
- Cindy Walsh, bloguera[16]

#### Candidaturas declinadas
- John Delaney, representante de los EE. UU.[17][18][19]
- Peter Franchot, contralor de Maryland[20]
- Dutch Ruppersberger, representante de los EE. UU.[21]
- Kenneth Ulman, presidente del Condado de Howard

### Resultados
|  | 86.28 % |

|  | 9.66 % |

|  | 21.59 % |

|  | 1.41 % |

|  | 0.72 % |

|  | 0.66 % |

|  | 100 % |

## Resultados
|  | 51.03 % |

|  | 47.25 % |

|  | 1.46 % |

|  | 100 % |

|  | 43.2 % |